# مقتل ندى آغا سلطان
ندى آغا سلطان (بالفارسية: ندا آقاسلطان) (1983 – 2009 م) موسيقية وصحفية إيرانية. قُتلت في 20 يونيو 2009، إثر إصابة بعيار ناري في الصدر أثناء عودتها إلى سيارتها خلال الاحتجاجات الانتخابية الإيرانية لعام 2009 عن عمر يناهز 26 عاماً، وشكّلت وفاتها التي وثّقها أحد المارة بفيديو كاميرا هاتفه صدمةً انسانيةً ورمزاً للمتظاهرين المطالبين بالديمقراطية والمناهضين للنظام الإسلامي في إيران. تقول المعارضة أنها قتلت على يد مليشيات الباسيج، بينما اتهمت الحكومة الإيرانية المخابرات الأمريكية بقتلها. تم التقاط اللحظات الأخيرة قبل موتها في مقاطع فيديو سرعان ما انتشرت على شبكة الإنترنت لتصبح الفتاة رمز للاحتجاجات الإيرانية. كلمة «ندا» بالفارسية ترادف كلمة «نداء» بالعربية أي «الصوت» أو «الدعاء»، وقد لُقبت الفتاة ب«صوت إيران» و«ملاك إيران» واعتبرت رمزاً للمتظاهرين المطالبين بالديمقراطية والمتصارعين مع النظام الإسلامي في إيران. قتلت ندا أثناء تواجدها بالقرب من تظاهرة في محلة «امیر آباد» طهران (شارع العمال الشمالي، تقاطع شارع الشهيد صالحي، مَمَر خسروي) نتيجة رصاصة أطلقت عليها من مسافة قريبة.

## ظروف مقتلها
كانت ندا طالبة الفلسفة بصحبة مدرسها للموسيقى بجوار مسيرة احتجاجية في طهران عندما أطلق عليها النار عضو من مليشيات الباسيج (كما يُعتقد). خطيبها صرح لبي بي سي بأنها لم تكن تشارك في الاحتجاجات، بل كانت جالسة في سيارة مع مدرسها للموسيقى، عندما قررت الخروج منها بسبب الحر. "خرجت لدقائق معدودات فقط ثم تلقت الرصاصة القاتلة"."
قام شهود عيان بتصوير مقطعين فيديو لندا وهي تحتضر وتم رفع المقاطع على مواقع مثل يوتيوب وفيسبوك. صوحبت المقاطع برسالة غير موثقة من مجهول يدعي انه طبيب وانه شاهد ندا وهي تحتضر. يقول الشخص المجهول ان عنصرا من عناصر الباسيج كان يختبئ على سطح بناية مدنية وانه كان يملك فرصة تصويب مباشرة على ندا لا يمكن اخطاءها إلى انه صوب مباشرة على قلبها.
يبدأ مقطع الفيديو الأول بندا وهي تسقط على الأرض وهي لا تزال بوعيها وسط بركة من الدماء عند قدميها وبقربها رجلان يحاولان انقاذها بوضع ايديهم على أعلى صدرها لوقف النزيف من مكان دخول الرصاصة التي أصابتها. تظهر ندا وهي تحرك عينيها متابعة حركة المصور ثم تبدأ بالنزيف بغزارة من فمها وأنفها. يقترب رجل ثالث محاولاً فتح فمها. يمكن سماع المحيطين بها وهم يصرخون.
يبدأ المقطع الثاني باقتراب المصور من ندا وهي ملقاة على الأرض وتخطي الرجلين وتصويب آلة التصوير على وجهها. تغطي الدماء عينها اليسرى وأغلب وجهها بينما تحدق ندا بدون حراك بعينها اليمنى. يصرخ المتواجدون حولها بصوت عاليٍ منادين باسمها. يمكن سماع رجل يقول «ندا، لا تخافي. ندا، لا تخافي.... ندا، ابقي معي. ندا، ابقي معي».

### الوفاة والدفن

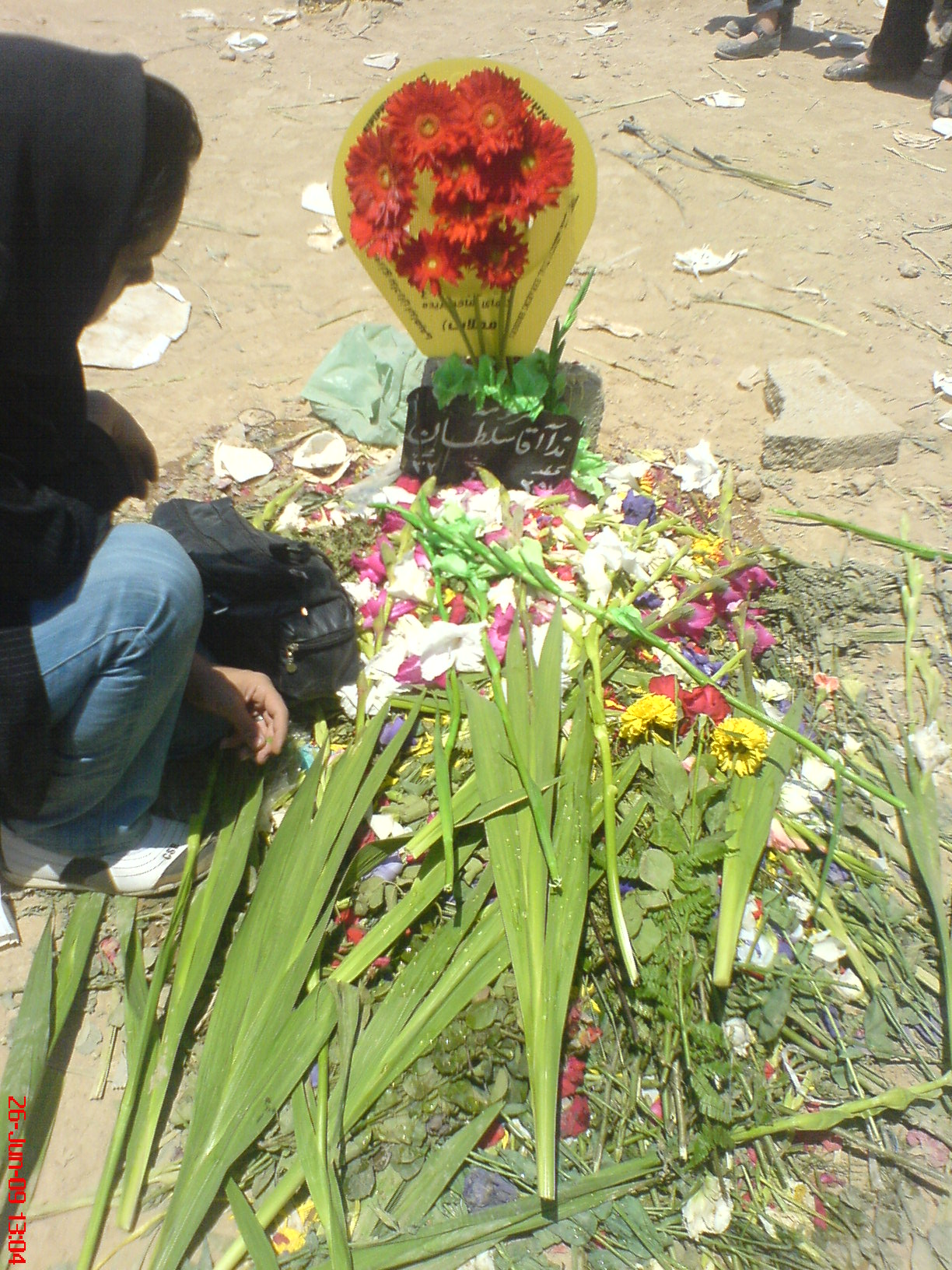
صورة قبر ندا آغا سلطان في عام 2009.

نُقلت إلى مستشفى شريعتي ودُفنت في اليوم نفسه في مقبرة بهشت زهرا في طهران.

## تداعيات مقتلها
وانتقد الرئيس الأمريكي باراك أوباما قمع المتظاهرين في إيران، كما انتقد الطريقة البشعة التي قتلت بها ندا سلطان وقال: «إنه لأمر يفطر القلب.. وأعتقد أن أي شخص يشاهد اللقطات سيعرف أن هناك أمراً غير عادل بشأن ما حدث.»

## شاهد عيان
صرح آرش حجازي [بحاجة لمصدر] الطبيب الإيراني الذي كان شاهداً على مقتل الفتاة ندا سلطان أن موتها جعل منها رمزاً عالمياً كشف عن قمع النظام الإيراني وعن الحق في التعبير. وأوضح حجازي، الذي فر من إيران حفاظاً على حياته أن مشهد مقتل تلك الفتاة ما زال جاثماً على صدره، لكنه أدرك قائلاً، انه سعيد لأن مقتلها لم يذهب هدرا، متهماً أحد عناصر ميليشيا الباسيج بالوقوف وراء قتلها، ونفى مقتلها برصاص أحد المتظاهرين.
وصرح حجازي لهيئة الأذاعة البريطانية (بي بي سي) أن شرطة مكافحة الشغب تطلق قنابل مسيلة للدموع على الناس وبدأت الدراجات النارية تهاجم الحشود، مضيفاُ سمعنا طلقة رصاص. كانت ندا واقفة على مسافة متر مني، كنا هناك وفجأة استدرت ورأيت الدم يسيل من صدر ندا، كانت تنظر مصدومة إلى صدرها والدم الذي يسيل منه، هرعنا إليها ومددناها على الطريق وأنحنيت فوقها ورأيت الأصابة بالرصاصة تحت العنق مباشرة والدم يسيل. فهمت انها أصيبت في الشريان الأورطي والرئة. وقال، كان الدم يسيل من جسدها. ضغطت على الجرح لمحاولة وقف النزيف لكنني لم أنجح لسوء الحظ وفارقت الحياة في أقل من دقيقة. وبحسب تصريح الشاهد: فقد ظن المتظاهرون في بادئ الأمر أن الرصاصة انطلقت من سطح المجاور للشارع، لكنهم رصدوا بعدها أحد عناصر الباسيج على دراجة نارية فأوقفوه وجردوه من سلاحه. وتابع حجازي قائلاً: كان يصرخ لم أكن اريد قتلها، وقال: أن الناس لم يدروا ماذا يفعلون به، فتركوه يغادر بعدما أخذوا منه أوراق هويته وصوره.

## اتهامات للمخابرات الأمريكية بالقتل
لمّح سفير إيران بالمكسيك محمد حسن غديرى بقيام المخابرات المركزية الأمريكية (CIA) بالترتيب لقتل ندا لتأجيج الاحتجاجات ضد الجمهورية الإسلامية وتشويه صورة النظام الحاكم، واستند في ذلك إلى إظهار التحقيق أن الرصاصة القاتلة لم تكن إيرانية الصنع. كما أبدى استغرابه لوجود كامرات تصور الأحداث عندما تم إطلاق النار عليها مع أنه لم يكن هناك تجمهر كبير في ذلك المكان - علماً بأن ندا لم تكن مشاركة في المظاهرات أصلاً. كما أشار إلى أن مقتل فتاة كان بالتأكيد سيثير الرأى العام ضد النظام الإيرانى أكثر من مقتل رجل

## وصلات خارجية
- المقطع الأول على يوتيوب
- المقطع الثاني على يوتيوب